# Vu d'un chien
Vu d'un chien is een studioalbum van Ange. Ange probeerde hun progressieve rock van de jaren 70 naar de jaren 80 te tillen. Het album werd daardoor meer gitaargericht dan hun albums uit midden jaren 70. Het album is opgenomen in Studio Miraval in La Val. Het is het eerste album met (wederom) een nieuwe gitarist en bassist. 

## Musici
- Christian Décamps – zang, akoestische gitaar
- Robert Defer – gitaar
- Didier Viseux – basgitaar
- Francis Décamps – toetsinstrumenten
- Jean-Pierre Guichard – slagwerk
- met Marc Fontana – altsaxofoon

## Muziek
Alle titels van de gebroeders Décamps

| Nr. | Titel                   | Duur |
| --- | ----------------------- | ---- |
| 1.  | Les temps modernes      | 5:12 |
| 2.  | Les lorgnons            | 3:58 |
| 3.  | Foutez-moi la paix      | 2:10 |
| 4.  | Je travaille sans filet | 7:10 |
| 5.  | La Suisse               | 5:40 |
| 6.  | Personne au bout du fil | 3:49 |
| 7.  | Pour un rien            | 2:48 |
| 8.  | Vu d'un chien           | 6:13 |